# 氧化铁锰
氧化铁锰是一种无机化合物，化学式为Fe2MnO4。

## 制备
它可由草酸亚铁锰在空气中的热分解反应制得：
Fe2Mn(C2O4)3·6H2O + 2 O2 → Fe2MnO4 + 6 CO2 + 6 H2O
氧化铁锂和K2MnCl4的高温反应也能得到Fe2MnO4：
K2MnCl4 + 2 LiFeO2 → Fe2MnO4 + 2 LiCl + 2 KCl